# Ali al-Omair
Ali Saleh al-Omair, född 1958, är en kuwaitisk politiker som var Kuwaits oljeminister och styrelseordförande för det nationella petroleumbolaget Kuwait Petroleum Corporation från den 7 januari 2014 till november 2015. Mellan 2006 och 2014 var han ledamot i landets nationalförsamling.
Han avlade en kandidatexamen i kemi vid Kuwaits universitet och både en master of science och en filosofie doktorsexamen i analytisk kemi vid University of Kent.
Från november 2015 till oktober 2016 var han minister för offentliga arbeten och minister för nationalförsamlingsfrågor.